# Jesper Svenbro
Jesper Svenbro (10 de març de 1944) és un poeta suec, filòleg clàssic i membre de l'Acadèmia Sueca.

## Biografia
Svenbro va néixer a Landskrona, Escània, Suècia. Va estudiar a la Universitat de Lund, on va rebre un doctorat. El 1976 per la seva tesi La parole et le marbre: aux origines de la poétique grecque, sobre l'origen de la poètica grega antiga. Altres obres inclouen Phrasikleia: anthropologie de la lecture en Grèce ancienne. És director de recerca al Centre Louis Gernet del Centre Nacional de la Recerca Científica de París. El 2006, va ser elegit membre de l'Acadèmia Sueca, succeint al poeta Östen Sjöstrand en el seient 8.
La seva poesia ha estat traduïda a l'anglès pel crític suec Lars-Håkan Svensson i el poeta estatunidenc John Matthias, i apareix, entre altres espais, a la revista Samizdat i al volum The Three-Toed Gull: Selected Poems, publicat per Northwestern University Press. El 2010, el govern suec va concedir a Svenbro el quòrum d'Illis en la vuitena mida.

## Publicacions destacades
- Det är idag det sker (1966)
- La parole et le marbre : aux origines de la poétique grecque (1976)
- Element till en kosmologi och andra dikter (1979)
- Särimner (1984)
- Phrasikleia : anthropologie de la lecture en Grèce ancienne (1988)
- Les savoirs de l’écriture : en Grèce ancienne (1988)
- Hermes kofösaren (1991)
- Storia della lettura nella Grecia antica (1991)
- Samisk Apollon och andra dikter
- Blått (1994)
- Vid budet att Santo Bambino di Aracœli slutligen stulits av maffian (1996)
- Myrstigar : figurer för skrift och läsning i antikens Grekland (1999)
- Installation med miniatyrflagga (1999)
- Pastorn min far (2001)
- Fjärilslära : antika, barocka och samtida figurer för det skrivna ordet och läsandet (2002)
- Graven och lyran : ett grekiskt tema i Esaias Tegnérs poesi (2002)
- Himlen och andra upptäckter (2005)
- Östen Sjöstrand : inträdestal i Svenska akademien (2006)
- Försokratikern Sapfo och andra studier i antikt tänkande (2007)
- Vingårdsmannen och hans söner (2008)
- Inget andetag är det andra likt (2011)
- Ivar Harrie : minnesteckning (2011)
- Echo an Sappho : Sapho-Fragmente = Sapfo fragmenter (2011)
- Krigsroman (2013)
- Hill, Hill, Hill (2014)
- Ekeby trafikförening (2015)
- Sapfo har lämnat oss : sapfostudier från sex årtionden (2015)